# Meaulne
Meaulne is een plaats en voormalige gemeente in het Franse departement Allier in de regio Auvergne-Rhône-Alpes en telt 771 inwoners (2005). De plaats maakt deel uit van het arrondissement Montluçon.

## Geschiedenis
Meaulne is op 1 januari 2017 gefuseerd met de gemeente Vitray tot de gemeente Meaulne-Vitray. 

## Geografie
De oppervlakte van Meaulne bedraagt 21,3 km², de bevolkingsdichtheid is 36,2 inwoners per km².
De onderstaande kaart toont de ligging van Meaulne met de belangrijkste infrastructuur en aangrenzende gemeenten.

## Demografie
Onderstaande figuur toont het verloop van het inwonertal.
Vanwege een beveiligingsprobleem met de MediaWiki Graph-software is het momenteel niet mogelijk deze grafiek weer te geven. Zodra de software is bijgewerkt zal de grafiek vanzelf weer zichtbaar worden.